# مشروعات تاريخ الحقوق المدنية والعمالة في شمال غرب المحيط الهادئ
مشروعات تاريخ الحقوق المدنية والعمالة في شمال غرب المحيط الهادئ هي سلسلة من مبادرات التاريخ العامة تصدر في شكل وسائط متعددة. وتشمل هذه المشروعات مجموعة من المحاور والموضوعات في الشمال الغربي ومدينة سياتل، مع التركيز بشكل خاص على العمال وحركاتهم. وقد تم الثناء على هذا المجهود، خاصة مشروع تاريخ العمالة والحقوق المدنية في مدينة سياتل، المبذول لإتاحة هذا المتسع من الموارد الأولية والثانوية وإنتاجها بشكل مشترك من جانب الأكاديميين، وأعضاء المجتمع المحلي ومئات الطلاب. وقد تم الاعتراف بالمشروعات كنموذج للمنح الدراسية الرقمية والتي تعمل لصالح الجمهور.

## المشروعات
من المشروعات الأولية في هذه السلسلة مشروع تاريخ العمالة والحقوق المدنية في مدينة سياتل، ومشروع الكساد العظيم في ولاية واشنطن، ومشروع تاريخ عمال الواجهة المائية، ومشروع الصحافة العمالية، ومشروع الإضراب العام في مدينة سياتل، ومشروع الشيوعية في ولاية واشنطن، ومشروع التاريخ الراديكالي المناهض للحرب. [[الإضرابات! موسوعة تاريخ العمالة في شمال غرب المحيط الهادئ تجمع المصادر المتوفرة على المواقع الأخرى، وتضيف المزيد من المعلومات الخاصة بالعمال من العديد من الصناعات والمجتمعات المحلية في المنطقة. والكثير من هذه المصادر هي مصادر رقمية فقط وتتوفر من خلال المشروعات، ويتم انتقاؤها من المواد الأرشيفية والمجموعات والمواد الشخصية بما في ذلك الفيلم الوحيد المعروف للإضراب العام الذي وقع في مدينة سياتل عام 1919 وإضراب عمال الواجهة المائية في الساحل الغربي عام 1934 وهي إضرابات نادرة الذكر.

## التأثير
لفتت المشروعات الانتباه إليها باعتبارها مبادرة ريادية في المشاركات والمنح العامة بين جامعة واشنطن ومجتمع مدينة سياتل لتسجيل الأحداث التاريخية مثل النقابات الخاصة بمصانع التعليب الفلبينية وحركة شيكانو في ولاية واشنطن التي لا تتوفر في أي مكان آخر بشكل كبير. كذلك فقد أعطت هذه العملية التعاونية الفريدة من نوعها لأفراد المجتمع سيطرة على المحتوى أكثر من الأبحاث الأكاديمية التقليدية، وخلقت المزيد من الاستثمارات للطلاب في عملهم. وقد تجلى أثر المشروعات خارج المجال الأكاديمي عندما تغير قانون ولاية واشنطن المعني بمواثيق رابطة الجوار نتيجة للمعلومات التي تم تسليط الضوء عليها كجزء من مواثيق الإسكان الحصرية العنصرية التي بقيت في معاهدات الجوار. وفي حالات أخرى، سلطت المشروعات الضوء على القصص الدراسية النادرة، مثل حزب الفهود السود في مدينة سياتل. وكان مشروع الفرع المحلي أحد أول المشروعات التي تأسست خارج أوكلاند وأحد المشروعات التي استمرت طويلاً. كشف مشروع تاريخ العمالة والحقوق المدنية عن مواد وأحداث تاريخية شفهية تم إجراؤها والتي تشكل أكبر مجموعة من المواد في أي فرع حزبي في الدولة، بما في ذلك الفرع التأسيسي في أوكلاند.
تميزت جميع المشروعات بكمية المواد التي أتاحتها على شبكة الإنترنت. ويستقبل مشروع الصحافة العمالية آلاف المقالات الرقمية من أكثر من ثلاثين اتحادًا وصحيفة راديكالية مختلفة، والإضرابات! موسوعة تاريخ العمالة تحتوي على قاعدة بيانات يومية من المقالات من الشمال الغربي والمتعلقة بالعمل وتغطي فترات هامة من التاريخ ما بين عامي 1915-1919 وعامي 1930-1939. وتعتبر الأحداث التاريخية الشفهية المصورة جزءًا رئيسيًا من المشروعات، والتي تبين وجهات النظر الأولية التي يتم وضعها بجانب المقالات الأكاديمية الأصلية والمواد التاريخية الرقمية. وقد ركزت المشروعات أيضًا على التواصل مع المدارس العامة في واشنطن، والعمل مع المعلمين لتصميم المناهج الدراسية باستخدام المواد اللازمة لإخبار الطلاب عن هذه الفترة المنسية من تاريخ العمالة والحقوق المدنية في الشمال الغربي وتحقيق متطلبات الدولة.

## وصلات خارجية
- Pacific Northwest Labor and Civil Rights History Projects
- Strikes! Labor History Encyclopedia for the Pacific Northwest